# 宽羽毛蕨
宽羽毛蕨（学名：Cyclosorus latipinnus）为金星蕨科毛蕨属下的一个种。